# Glossamia narindica
Glossamia narindica és una espècie de peix pertanyent a la família dels apogònids.

## Descripció
- Pot arribar a fer 12,5 cm de llargària màxima.
- 7 espines i 9-10 radis tous a l'aleta dorsal i 2 espines i 9-10 radis tous a l'anal.[5][6]

## Hàbitat
És un peix d'aigua dolça, demersal i de clima tropical (6°S-9°S).

## Distribució geogràfica
Es troba als rius Bensbach i Fly (Papua Nova Guinea).

## Observacions
És inofensiu per als humans.